# ハンドロード

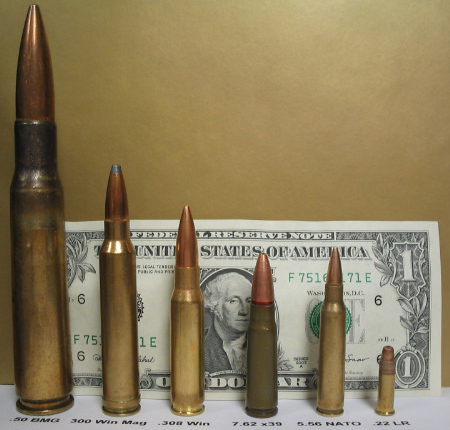
左から.50 BMG, .300 Win Mag, .308 Winchester, 7.62x39mm, 5.56x45mm NATO, .22LR.

ハンドロード（手詰め、リロード）は、拳銃、小銃、機関銃、散弾銃などの実包（実弾）を手作業で製作することをいう。ここでは、ライフル弾のハンドロード方法に併せて、散弾銃実包のハンドロードについても併記する。

## ライフル・拳銃におけるハンドロードの目的
一般向けのライフル銃の銃身は、内径の公差±5/100ミリ程度で作られる。30口径、つまり7.62mmを正確に加工しようとしても、必ず大きめに出来たり、逆に小さめに出来たりする。その公差が大きくてもプラス百分の5ミリ、小さくても百分の5ミリという事になる。すなわち、同じメーカーの銃で同じ銃身であっても、厳密には微妙に内径が違うということになる。そのため、同じ装弾を使っても内径の小さい銃身で撃てば、弾頭がライフリングに食い込む抵抗が大きくて火薬の圧力が高くなり、逆に内径の大きい銃身の場合、弾頭のライフリングに食い込む抵抗が低いので、火薬の圧力はあまり上がらないという事になる。それぞれの銃身を初速で考えると、30m/秒程度の違いでしかないが、それでも命中精度には少なからず影響を与える。競技用の銃に使われる銃身は一般向けよりも精度は高いが、高価である。
かつては特に命中精度が求められる、ベンチレスト競技やライフル射撃選手の場合、精度を向上させる目的でハンドロードを行うことが多かった。これは、工場で生産された実包は工場装弾（ファクトリーロード）と呼ばれ、大量生産であるため精度には限界があり、本当の意味での精密な射撃には使えなかったからである。
標的までの距離や火薬量が規定で決まっている射撃競技では、各種目用（50mピストル、300mライフルなど）に特化した高精度なファクトリーロード品が各社から販売されている。現在ではファクトリーロードでも射撃競技用の高精度実包が存在するが、非常に高価なため本番での使用が基本となる。
軍の狙撃手など、目的や用途で弾頭の種類、重量、初速を変えたい場合には発射薬（無煙火薬）の種類や充填量を変更する必要があるが、工場装弾ではこれらすべての希望条件を満たすことが難しい。その場合には、ハンドロードしか選択肢はなくなる。
特に射撃競技の練習や趣味の射撃において大量に実包を使用する場合は、通常のグレードの弾薬でも費用がかさむ。そこで回収した使用済みの薬莢を清掃し、変形を修正したうえで別売りの弾頭、発射薬、雷管（プライマー）を使って再使用すれば、手間は掛かるが新品を買うよりトータルで安く上がる。このような経済的な理由でもハンドロードは活用されるが、薬莢のわずかな歪みが出る可能性があり、また修正の際に薬莢を矯正したり削らなければならない場合もあるため、再使用回数には制限がある。
その他の目的としては、一部の軍用銃（20世紀以前の黒色火薬銃の実包や、日本軍やドイツ国防軍などの第一次・第二次世界大戦の敗戦国の規格、需要が減った規格など）は、工場装弾と呼ばれる市販弾薬が現在では希少、またはほぼ存在しない。こうした銃の射撃を行う場合には、その都度その銃専用の規格の実包をハンドロードで自作する必要が生じる。

## 軍用装弾
安価で一般市場に出回っている軍用装弾は自動小銃や機関銃に使用される目的で製造されており、その特性上全天候で使う事を想定している。そのために防水処理が施されており、弾頭と薬莢は樹脂の様なシール剤で接着あるいは密封されている。これは湿気の侵入を防ぎ、弾頭が衝撃や振動で動かないようにするためである。
弾頭が接着してあるので抜弾抵抗が高くなり、初速は通常の物より30m/秒くらい加速されるが、発射時の抜弾抵抗にバラツキがあるため、命中精度から言うと良い結果は得られない。これは戦闘に使用される弾薬の特性上、精度を犠牲にしても耐久性、信頼性に重きを置く性質上の事である。
軍の狙撃手が狙撃銃を使用し、大距離狙撃を想定した場合でも距離は1000m前後、想定される最小の目標は人間の頭部程度であろう。しかし、ベンチレスト競技やライフル射撃の選手は、この距離であってもミリ単位の集弾を競う必要があり、これくらい精密な射撃では、上述の理由により精度の悪い軍用装弾（軍用マッチアモを含む）を使用する選手は皆無である。軍用装弾での入賞はまず望めない。ただし、命中精度を度外視した、いわゆる射撃の感覚を掴むための練習にはこれで充分である。実際軍からの払い下げ品は市場価格以下で売られることが多いため、そういう点でも感覚をつかむための練習にはよい。

## 散弾銃におけるハンドロードの目的
散弾銃の場合はライフルのハンドロードとは若干意味合いが異なる目的でハンドロードが行われる。
散弾銃の実包には大きく分けて、バードショット、バックショット、スラッグショットの3種類があり、特にバード・バックショットは数多くの散弾径の規格が存在し、同じ散弾径でもそれぞれ薬量も複数種類が用意されている。また、スラッグショットにおいても、通常は銃口のチョーク（絞り）を保護する目的で、多くの工場装弾はシリンダー口径よりも小さな径（モデ・チョーク程度の外径）のスラッグ弾頭を採用する。
散弾銃のハンドロードは、バード・バックショットの場合、通常の工場装弾として入手できる規格は敢えてハンドロードで生産する必然性が薄いほど安価に販売されているため、弾薬費用の節約と言うよりも、工場装弾に無い特殊な散弾の組み合わせを実現する目的で行われる。バードショットの場合は、遠近両用の獲物に対応するため、1-4号などの大径散弾と5-9号の小径散弾をミックスした実包や、通常の工場装弾では生産されない5-9号相当の小径散弾でのマグナム装弾の作成を行う目的でハンドロードが行われることがある。また、バックショットの場合は工場装弾の最大規格である6粒・9粒弾よりもさらに大粒の弾で、3粒・4粒弾といった強力な弾を作成する目的でハンドロードが行われることがある。
スラッグショットの場合は本来の弾薬費用の節約という目的以外に、自身が所持するスラッグ銃の銃口径ぎりぎりの大きさのスラッグ弾頭の鋳型や、特殊な風切り溝を設けたスラッグ弾頭の鋳型を特注し、ライフルのハンドロードと似たような感覚で射撃精度を追求する目的でハンドロードが行われる事もある。
また、村田銃をはじめとする戦前の黒色火薬・真鍮ケースを使用する散弾銃の場合や、10ゲージ・16ゲージ・24ゲージ・28ゲージなどの現在市場の主流では無くなった口径の実包を使用する銃の場合には工場装弾自体が存在しないか極めて種類が限定される。そのため、こうした銃の射撃を行う場合には、その都度その銃専用の実包をハンドロードで制作する必要が生じる。